# 1641 aux échecs
| Années des échecs : 1638 - 1639 - 1640 - 1641 - 1642 - 1643 - 1644    |
| Décennies des échecs : 1610 - 1620 - 1630 - 1640 - 1650 - 1660 - 1670 |

Cet article présente les faits marquants de l'année 1641 aux échecs.

## Divers
- 29 juin : Première mention du jeu d’échecs en Amérique[1].